# Liza Weil
Liza Weil, rozená Liza Rebecca Weil (* 5. červen 1977, New Jersey, USA) je americká herečka. Je známá především svou rolí Paris Geller v televizním seriálu Gilmorova děvčata a rolí Bonnie Winterbottom v seriálu Vražedná práva.

## Osobní život
V listopadu roku 2006 se provdala za herce Paula Adelsteina, se kterým pracovala na několika projektech. Dvojice se narodila dcera Josephine 20. dubna 2010. Weil zažádala o rozvod v březnu roku 2016.
V roce 2016 začala chodit s hercem Charlie Weberem, se kterým se seznámila na natáčení seriálu Vražedná práva. V únoru 2019 dvojice oznámila, že spolu již nejsou.

## Filmografie

### Film
| Rok  | Název                         | Role                   | Poznámky            |
| ---- | ----------------------------- | ---------------------- | ------------------- |
| 1998 | Nechtě mě žít                 | Anna Stockard          |                     |
| 1999 | Ozvěny mrtvých                | Debbie Kozac           |                     |
| 2002 | Na křídlech vážky             | Suicide Girl           |                     |
| 2002 | Lullaby                       | Rane                   |                     |
| 2006 | Grace                         | Madeline Matheson      | krátkometrážní film |
| 2007 | Život je pes                  | Trishelle              |                     |
| 2007 | Order Up                      | Hippie Patron          | krátkometrážní film |
| 2007 | Neal Cassady                  | Doris Delay            |                     |
| 2008 | Mars                          | Jewel                  |                     |
| 2009 | Little Fish, Strange Pond     | Norma                  | Přímo na DVD        |
| 2009 | Hledaný                       | Agent Chambers         |                     |
| 2012 | Advantage: Weinberg           | Sylvia Weinberg (hlas) | krátkometrážní film |
| 2012 | Smiley                        | Dr. Jenkins            |                     |
| 2014 | Tribute                       | Elise                  | krátkometrážní film |
| 2020 | The Black Emperor of Broadway | Agnes Boulton          |                     |
| 2021 | Women Is Losers               | Minerva                |                     |

### Televize
| Rok        | Název                                     | Role                 | Poznámky                      |
| ---------- | ----------------------------------------- | -------------------- | ----------------------------- |
| 1994       | The Adventures of Pete & Pete             | Bully Margie Corsell | 2 díly                        |
| 2000       | Západní křídlo                            | Karen Larson         | díl: „Take out the Trash Day“ |
| 2000–2002  | Pohotovost                                | Samantha Sobriki     | 3 díly                        |
| 2000–2007  | Gilmorova děvčata                         | Paris Geller         | hlavní role, 106 dílů         |
| 2001       | Zákon a pořádek: Útvar pro zvláštní oběti | Lara Todd            | díl: „Tangled“                |
| 2009       | Eleventh Hour                             | Ashley Filmore       | díl: „H2O“                    |
| 2009       | Kriminálka Las Vegas                      | Risa Parvess         | díl: „Návštěvníci“            |
| 2009       | Ochrana svědků                            | Angela Atkins        | díl: „Pozlacená Lily“         |
| 2009       | Chirurgové                                | Allison Clark        | díl: „Na dny budoucí!“        |
| 2010       | Anyone But Me                             | Dr. Glass            | internetový seriál, 4 díly    |
| 2011       | Private Practice                          | Andi                 | díl: „Two Steps Back“         |
| 2012       | Skandál                                   | Amanda Tanner        | 6 dílů                        |
| 2013       | Bunheads                                  | Milly Stone          | 6 dílů                        |
| 2014–2020  | Vražedná práva                            | Bonnie Winterbottom  | hlavní role, 90 dílů          |
| 2016       | Gilmorova děvčata: Rok v životě           | Paris Geller         | 2 díly                        |
| 2016       | The Tonight Show Starring Jimmy Fallon    | Samu sebe            | díl z 22. listopadu 2016      |
| 2019       | The Marvelous Mrs. Maisel                 | Carole Keen          | 3 díly                        |
| 2022–dosud | The Cleaning Lady                         | Katherine Russo      | vedlejší role                 |